# Jan Kalkowski
Jan Kalkowski (ur. 1922, zm. 1989) – polski dziennikarz związany z „Przekrojem” (m.in. jako zastępca redaktora naczelnego). Redagował rubrykę "Jedno danie".

## Biografia
- Dubiel, Paweł: Jan Karol Kalkowski : (12 XI 1921 w Sosnowcu - 6 VI 1989 w Krakowie : nekrolog. Zeszyty Prasoznawcze, 1989, nr 4, s. 5-10